# Michael Kißkalt
Michael Kißkalt (* 20. Januar 1964 in Landshut) ist ein baptistischer Geistlicher und Theologe. Von Oktober 2014 bis Ende 2022 leitet er die Theologische Hochschule Elstal als deren Rektor.

## Leben
Michael Kißkalt studierte von 1985 bis 1990 Evangelische Theologie an den Universitäten Erlangen und Tübingen. Im Anschluss daran absolvierte er am evangelisch-freikirchlichen Theologischen Seminar, das damals seinen Sitz in Hamburg-Horn hatte, ein sogenanntes Kandidatenjahr. 1991 wurde er zum Jugendpastor der Baptistengemeinde Berlin-Charlottenburg berufen und fand – nach Abschluss einer dreijährigen Vikariatszeit – Aufnahme in die Liste der anerkannten Pastoren des Bundes Evangelisch-Freikirchlicher Gemeinden (BEFG).
1995 reiste Kißkalt als Missionar der Europäisch-Baptistischen Missionsgesellschaft (EBM) nach Kamerun aus und leitete dort bis 1999 die theologische Ausbildungsarbeit der Kameruner Baptistengemeinden. Gleichzeitig war er Rektor des Kameruner Theologischen Seminars in Ndiki.
Nach seiner Rückkehr nach Deutschland arbeitete er in Teilzeit als Gemeindepastor der bereits erwähnten Charlottenburger Baptistengemeinde. Gleichzeitig lehrte er als Dozent für Missiologie an der Theologischen Hochschule Elstal. 2003 wechselte Kißkalt aus dem Gemeindedienst in das Leitungsgremium des Bundes Evangelisch-Freikirchlicher Gemeinden und wirkte hier bis September 2014 als Referent für Evangelisation. In diesem Zusammenhang leitete er die Internationale baptistische Mission in Deutschland, unter deren Dach Gruppen und Gemeinden von Migranten im BEFG zusammengeschlossen sind.
2014 promovierte Michael Kißkalt an der Berliner Humboldt-Universität zum Dr. theol. Seine Promotionsarbeit trägt den Titel Das Tagebuch des Richard E. Mbene und sein missionshistorischer Kontext. Im Herbst 2014 trat Kißkalt als Rektor der Theologischen Hochschule Elstal die Nachfolge Volker Spangenbergs an.
Neben seiner Leitungstätigkeit lehrte und forschte Kißkalt bis Ende 2022 in den Themenfeldern Missionswissenschaft und Interkulturelle Theologie. Seine Schwerpunkte waren unter anderem die Geschichte der deutschen baptistischen Kamerunmission, Leben und Werk der baptistischen Gründerpersönlichkeit Eduard Scheve sowie die „Evaluierung und Förderung nachhaltiger Entwicklungshilfe in Haiti“.
Im Januar 2023 wechselte Michael Kißkalt in das Amt des Generalsekretärs der Europäisch-Baptistischen Mission (EBM International). Seine Nachfolgerin im Rektorat der Theologischen Hochschule Elstal wurde Andrea Klimt.

## Veröffentlichungen (Auswahl)
- Bible Hermeneutics in Mission - A Western Protestant Perspective; in: Pauline Hoggarth, Fergus Macdonald, Bill Mitchell (Hg.): Bible in Mission, Regnum Edinburgh Centenary Series 18, Oxford 2013, S. 106–118.
- Konfessionelle Alterierungsprozesse in der Fremde - am Beispiel afrikanischer Migrationsgemeinden in Deutschland; in: Ralph Dziewas, Michael Kisskalt: Identität und Wandel. Konfessionelle Veränderungsprozesse im ökumenischen Vergleich, Leipzig 2013, S- 116-137.
- Missionarische Jugendarbeit; in:  Y. Kaiser, M.Spenn, M.Freitag, T. Rauschenbach, M. Corsa (Hg.): Handbuch Jugend. Evangelische Perspektiven. (Eine Veröffentlichung des Comenius-Instituts, Evangelische Arbeitsstätte für Erziehungswissenschaft e.V. und der Arbeitsgemeinschaft der Evangelischen Jugend in Deutschland e.V.), Opladen/Berlin/Toronto 2013, S. 417–420.
- Mission as Convivence. Life Sharing and Mutual Learning in Mission. Inspirations from German Missiology; in: Journal of European Baptist Studies 11/2, Praha 2011, S. 5–14.
- Identität und Wandel. Konfessionelle Veränderungsprozesse im ökumenischen Vergleich (Hrsg. Ralph Dziewas / Michael Kisskalt), Leipzig 2013.
- Die deutsche baptistische Kamerunmission um 1900 im Kontext ihrer Zeit - missionsanthropologische Beobachtungen, in: Zeitschrift für Theologie und Geschichte Nr. 16 (2011)

Eine ausführlich Bibliographie Kißkalts ist online einzusehen.